# Anamatochoranus decaryi
Anamatochoranus decaryi är en skalbaggsart som beskrevs av Marc Lacroix 1995. Anamatochoranus decaryi ingår i släktet Anamatochoranus och familjen Melolonthidae. Inga underarter finns listade i Catalogue of Life.